# Mawson's Huts
Mawson's Huts est le principal camp de base de l'expédition antarctique australasienne dirigée par le géologue et explorateur Douglas Mawson.
L'expédition antarctique australasienne eut lieu en Antarctique entre 1911 et 1914. Ce camp se situe au cap Denison, dans la baie du Commonwealth, dans l'est du Territoire antarctique australien. Mawson's Huts est l'un des rares sites encore existant de l'âge héroïque de l'exploration en Antarctique. Il est classé, ainsi que l'ensemble du cap Denison, comme site historique de l'Antarctique.

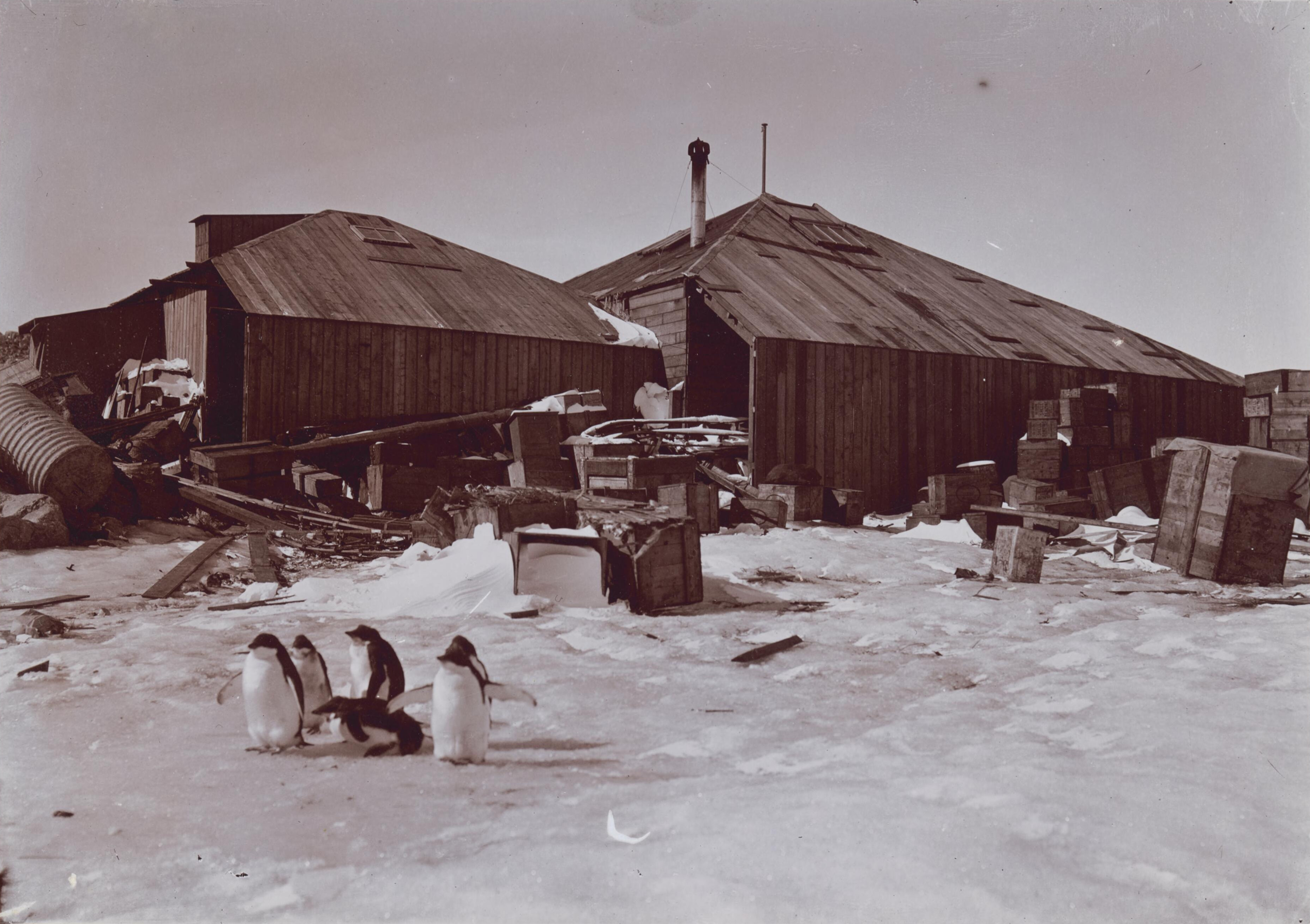
Mawson's Huts.